# GHI Bronx Tennis Classic 1997
Il GHI Bronx Tennis Classic 1997 è stato un torneo di tennis facente parte della categoria ATP Challenger Series nell'ambito dell'ATP Challenger Series 1997. Il torneo si è giocato a Bronx negli Stati Uniti dall'11 al 17 agosto 1997 su campi in cemento.

## Vincitori

### Singolare
Michael Sell ha battuto in finale  Gianluca Pozzi con il punteggio di 3–6, 6–4, 6–3

### Doppio
Nelson Aerts /  André Sá hanno battuto in finale  Michael Sell /  Myles Wakefield con il punteggio di 4–6, 7–5, 6–1